# Eric Karsenti
Eric Karsenti (* 10. September 1948 in Paris) ist ein französischer Zell- und Molekularbiologe. Er leistete wichtige Beiträge zur Erforschung der Regulierung des Zellzyklus und forschte am European Molecular Biology Laboratory (EMBL) in Heidelberg.

## Leben
Karsenti wurde 1979 im Labor für Immunozytochemie des Institut Pasteur in Paris promoviert und forschte seit 1976 für das Centre national de la recherche scientifique (CNRS). Als Post-Doktorand war er 1981 bis 1984 an der University of California, San Francisco und war dann Gruppenleiter am EMBL in Heidelberg in der Abteilung Zellbiologie. Er nahm bald eine führende Stellung in der Erforschung der Regulierung des Zellzyklus ein und initiierte 1988 die Jacques Monod Konferenz über den Zellzyklus in Roscoff in Frankreich.
1996 gründete er am EMBL das interdisziplinäre Labor für Zellbiologie und Biophysik, das er leitete. 2001 bis 2003 leitete er außerdem das Institut Jacques Monod in Paris und war Berater des französischen Forschungsministeriums. Karsenti, der begeisterter Segler ist, war Initiator und Direktor der Tara Oceans Expedition, die 2009 bis 2013 weltweit die Biodiversität der Ozeane untersuchte. Er ist heute (2015) Gastwissenschaftler am EMBL und am Institut für Biologie der École normale supérieure.

## Forschungsthemen
Karsenti untersuchte die biologische Uhr, die die Zellteilung kontrolliert und die Wanderung des Cytoskeletts während der Mitose reguliert. Dabei deckte er die Schlüsselrolle des Enzyms Kinase cdc2 bei der Zellteilung auf, das die Mikrotubuli destabilisiert, die daraufhin den Spindelapparat aufbauen, der die Chromosomen in die beiden Tochterzellen leitet. Dabei erzeugen die Chromosomen selbst einen Konzentrationsgradienten für cdc2, der den Aufbau des Spindelapparats zur Folge hat. Das Ganze ist ein Beispiel für den Aufbau komplexer Strukturen durch Selbstorganisation in der Zelle.
In seiner Forschung kombiniert er die Herangehensweisen unterschiedlichster Disziplinen, von mathematischer Modellierung in synthetischer Biologie bis zur Messung von kleinen Kräften in der Biophysik und fortschrittlichen Computer-Bildgebungsverfahren.
Auch die Tara Oceans Expedition war ein interdisziplinäres Unternehmen von über 140 Wissenschaftlern aus 23 Laboren, die auf 14.000 km Fahrtstrecke 35.000 Planktonproben von 210 repräsentativen Orten im Meer nahmen. Sie sollen eine quantitative Basis für die Modellierung des marinen Ökosystems liefern.

## Auszeichnungen
2015 erhielt er die Médaille d’or du CNRS, die höchste wissenschaftliche Auszeichnung Frankreichs. Zuvor erhielt er schon die Silbermedaille des CNRS. Er ist Ritter der Ehrenlegion und Mitglied der Académie des sciences.